# Pour une poignée d'or
Pour plus de détails, voir Fiche technique et Distribution.
Pour une poignée d'or (Per una manciata d'oro) est un film d'aventures italien sorti en 1965, réalisé par Carlo Veo.

## Synopsis
Une chasse au trésor dans la jungle avec fièvres, bandits, bêtes et camps de prisonniers. Les indigènes massacrent les aventuriers qui, tout au long de l'aventure, se sont suspecté et trahis les uns les autres.

## Fiche technique
- Titre français : Pour une poignée d'or[2]
- Titre original italien : Per una manciata d'oro
- Réalisation : Carlo Veo (sous le pseudo de Charlie Foster)[2],[1]
- Musique : Felice Di Stefano[2]
- Production : Produzioni Century Film[2]
- Pays de production :  Italie
- Langue originale : italien
- Genre : film d'aventures
- Durée : 98 min[2]
- Dates de sortie : 
  - Italie : 1965
  - France : 11 mai 1966[2]

## Distribution
Sauf indication contraire, les informations mentionnées dans cette section peuvent être confirmées par la base de données cinématographiques IMDb,  présente dans la section « Liens externes ».
- Mario Novelli (sous le pseudo d'Anthony Freeman) : Tarzak
- Brad Euston (it) : Nelson
- Luigi Batzella (sous le pseudo de Paolo Solvay) : Fred
- Guglielmo Spoletini (it) : Kim
- Alfredo Rizzo : médecin
- Rossana Canghiari : Miss Mallison
- Marco Pasquini : Joe
- Aldo Bonamano
- Franco Pasquetto
- Sergio Sagnotti (it)
- Antonio Devi